# Dornier Do 12
Il Dornier Do 12, indicato anche come Dornier Libelle III, era un aereo anfibio monomotore ad ala alta sviluppato dall'azienda tedesca Dornier-Metallbauten GmbH nei primi anni trenta.
Realizzato in un solo esemplare e destinato al mercato dell'aviazione generale, pur avendo delle affinità con i precedenti Do A Libelle I e Libelle II degli anni venti era un modello quasi totalmente riprogettato.

## Storia del progetto
Il Do 12 (Wnr. 235) venne portato in volo per la prima volta il 23 giugno 1932 equipaggiato con un motore Argus As 10, un otto cilindri a V rovesciata di 90º e raffreddato ad aria capace di erogare una potenza pari a 220 CV (162 kW). Però, già nel corso del test risultò evidente che la motorizzazione risultava sottopotenziata rispetto alle esigenze del mezzo aereo allungando, tra l'altro, la distanza da coprire necessaria per effettuare il decollo. Ciò nonostante le difficoltà finanziarie in cui versava l'azienda in quel momento non permisero l'adozione di un propulsore più potente, un radiale Gnome-Rhône Titan 5 Ke da 300 CV (221 kW), che dopo un certo tempo.

## Tecnica
Il Do 12 era un aereo anfibio, ovvero un idrovolante che integrava anche un carrello d'atterraggio per poter meglio operare all'interno delle rampe d'accesso degli idroscali ed, all'occorrenza, da normali aviosuperfici. L'impostazione era classica per l'epoca; monomotore a scafo centrale con galleggianti equilibratori monoplano ad ala alta.
Lo scafo, a sezione rettangolare, era realizzato interamente in metallo e presentava sulla parte anteriore, all'altezza del bordo d'attacco alare, la cabina dove trovavano posto pilota e copilota/passeggero, sui due posti affiancati anteriori dotati di doppi comsndi opzionali, e posteriormente altri due posti per i passeggeri e per uno scompartimento bagagli. Un altro bagagliaio era ricavato nel muso. Posteriormente terminava in un impennaggio tradizionale monoderiva.
L'ala, posizionata alta sullo scafo, presentava una pianta trapezoidale raccordata sulle estremità alari e dotata di due alettoni, inoltre integrava i due galleggianti collegati tramite una coppia di montanti tubolari alla parte inferiore.
Il carrello d'atterraggio era biciclo, con i due elementi anteriori completamente retrattili dentro lo scafo ed integrati posteriormente da un pattino d'appoggio.
La propulsione era affidata ad un motore in configurazione spingente, alloggiato in una gondola posizionata sopra lo scafo ed unita ad esso tramite un castello tubolare, abbinato ad un'elica bipala. L'iniziale Argus As 10, un otto cilindri a V rovesciata di 90º e raffreddato ad aria in grado di erogare una potenza pari a 220 CV (162 kW), venne in seguito sostituito da un radiale Gnome-Rhône Titan 5 Ke da 300 CV (221 kW).

## Impiego operativo
Padre Paul Schulte, un missionario fondatore dell'associazione internazionale MIVA ("Missionary International Vehicular Association") e conosciuto in patria con il soprannome di "Der fliegende Pater" o all'estero come "Flying Priest", tradotto Il prete volante, utilizzò per molti anni il suo Do 12, 
immatricolato D-INEZ e soprannominato Das fliegende Kreuz (la croce volante), citandolo più volte nei libri da lui scritti.
Con l'autorizzazione della MIVA, il 12 novembre 1936 il Do 12 venne utilizzato come aereo da traino per il volo inaugurale dell'idroaliante DFS Seeadler pilotato dalla celebre aviatrice tedesco Hanna Reitsch.

## Versioni
Do 12
versione motorizzata con uno Gnome-Rhône Titan 5 Ke da 300 PS.
Do 12 A
versione motorizzata con un Argus As 10 da 220 PS.